# 巴瓦罗亚新村
巴瓦罗亚新村（西班牙語：Aldeanueva de Barbarroya）是西班牙卡斯蒂利亚-拉曼恰托莱多省的一个市镇。总面积92平方公里，总人口768人（2001年），人口密度8人/平方公里。